# Repérage des constellations/16

## Culmination
- Petite Ourse
- Couronne boréale
- Serpent
- Balance
- Loup
- Compas

Coucher de Régulus, du Lion.

## Constellations visibles
- L'hémisphère Sud est richement décoré, avec le Scorpion qui culmine entre le Centaure et le Sagittaire.
- Côté Est, le triangle d'été est bien visible, avec Vega de la Lyre, Altair de l'Aigle, et Deneb du Cygne.
- Côté Nord, la principale constellation est le Dragon.
- Vers l'Ouest, le Lion se couche, et la Vierge est encore haute, mais moins spectaculaire.
- Sur l'équateur céleste, les constellations au zénith sont faibles : Ophiuchus et le Serpent sont surveillés par Hercule.

## Grands alignements
Le principal axe visible est le zodiaque, qui dessine un grand cercle partant de Pollux des Gémeaux (peut-être déjà couchés), Régulus du Lion, Spica de la Vierge, Antarès du Scorpion et s'achevant sur Nunki du Sagittaire.